# Томилово
Томі́лово (рос. Томилово) — присілок у складі Юргинського округу Кемеровської області, Росія.

## Населення
Населення — 347 осіб (2010; 435 у 2002).
Національний склад (станом на 2002 рік):
- росіяни — 95 %